# Акрида венгерская
Акрида венгерская (Acrida ungarica) — вид саранчовых из семейства Acrididae. Распространение: Юго-Западная Европа. Насекомые встречаются в июне — октябре.

## Описание
Насекомые с тонким и сильно сжатым с боков телом. Длина тела самок — 40-70 мм; самцов — 25-40 мм. Конической формы голова сильно вытянута, антенны уплощённые на концах. В зависимости от окружающей среды, окраска варьируется от зеленого до коричневого. У самки на надкрыльях часто располагаются коричневые и белые пятна. И самцы, и самки хорошо летают. Не поют.

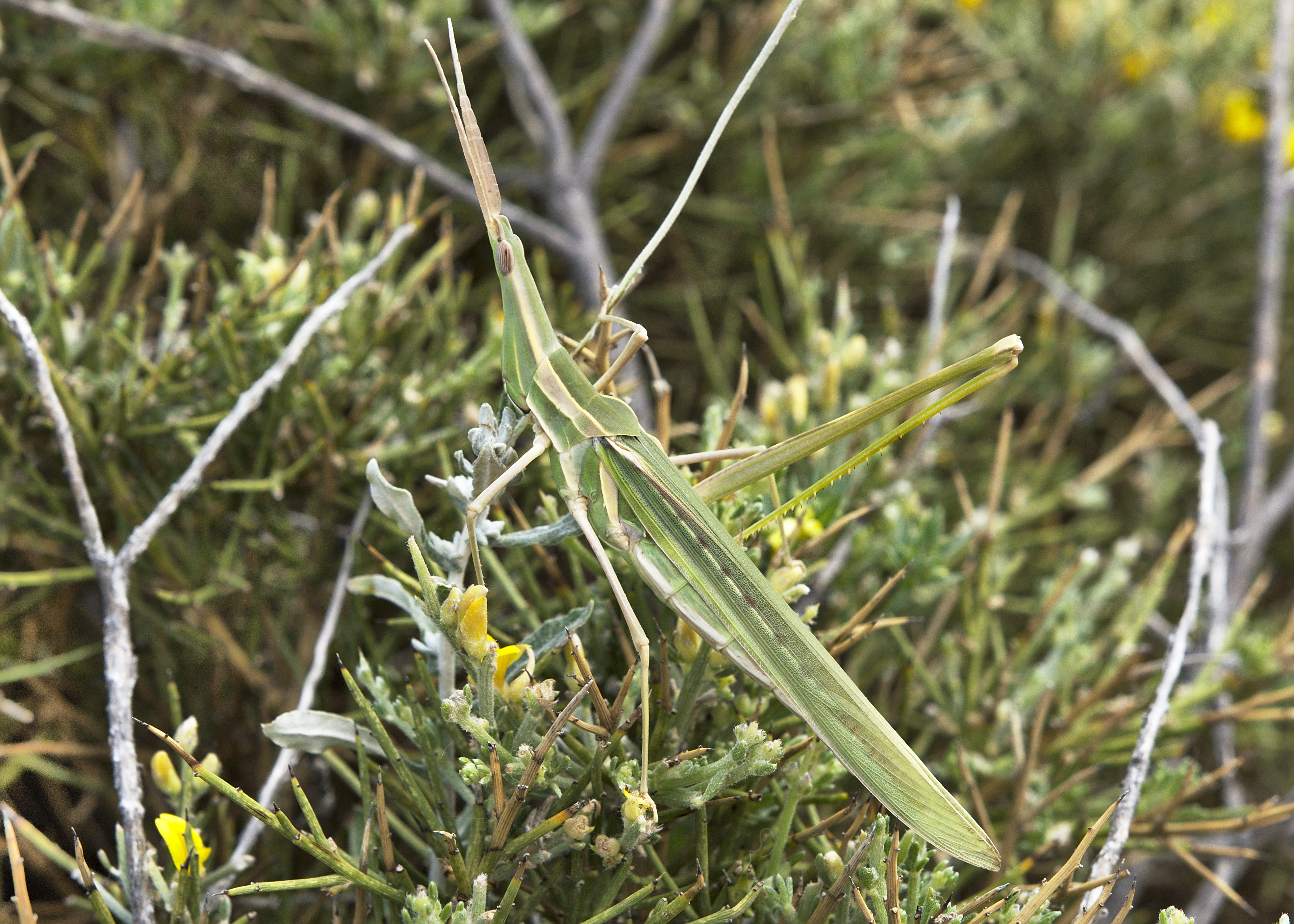
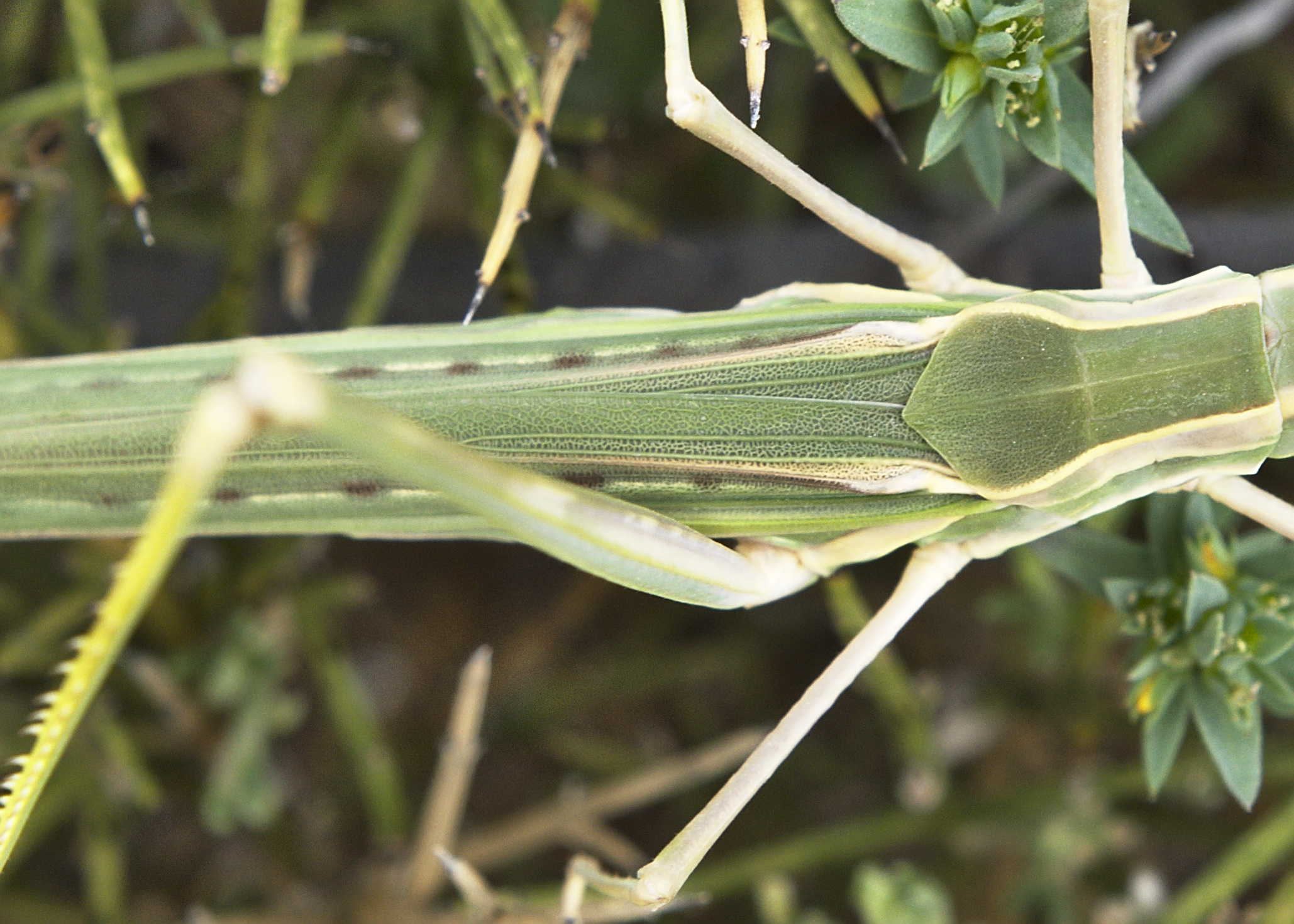
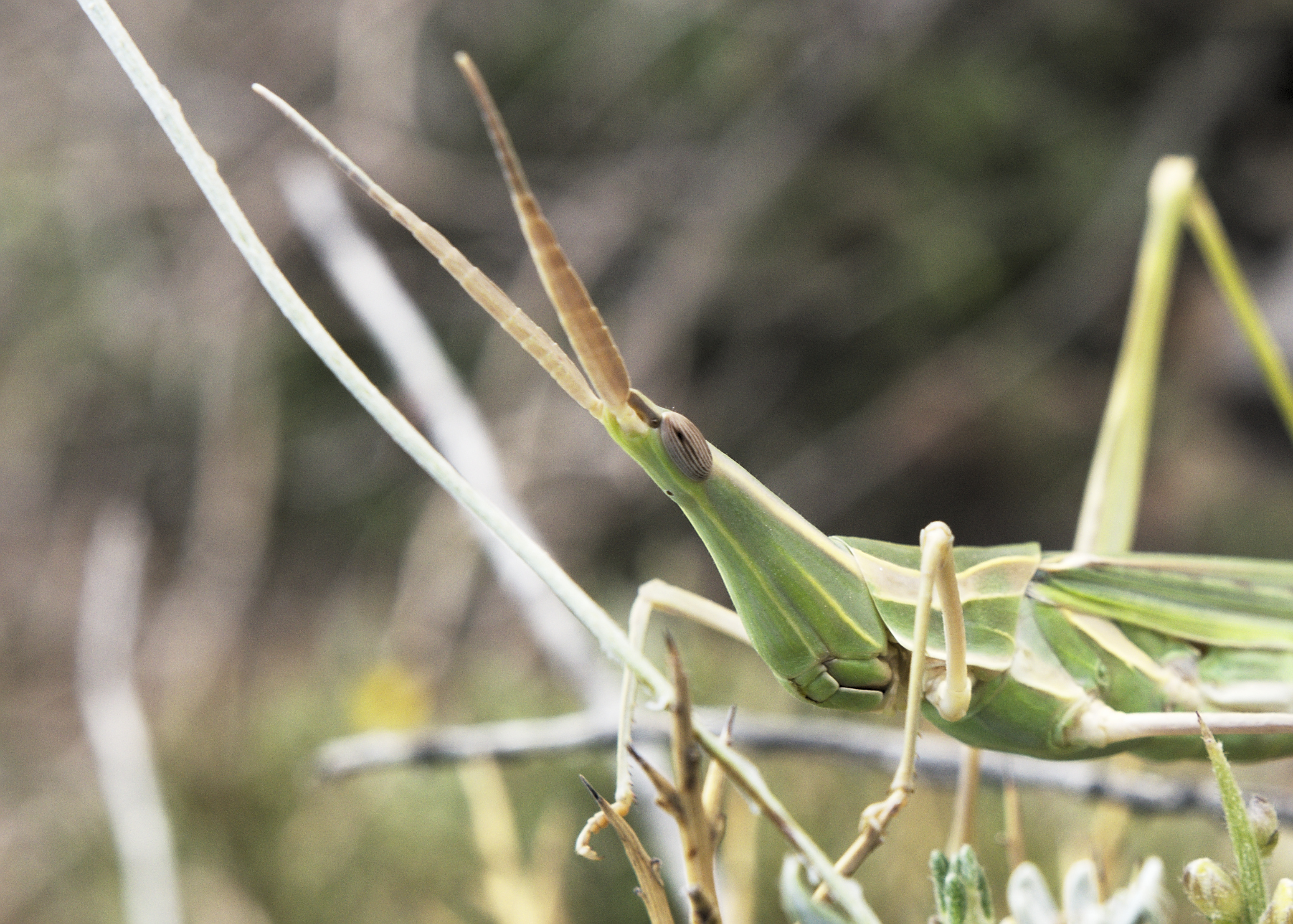
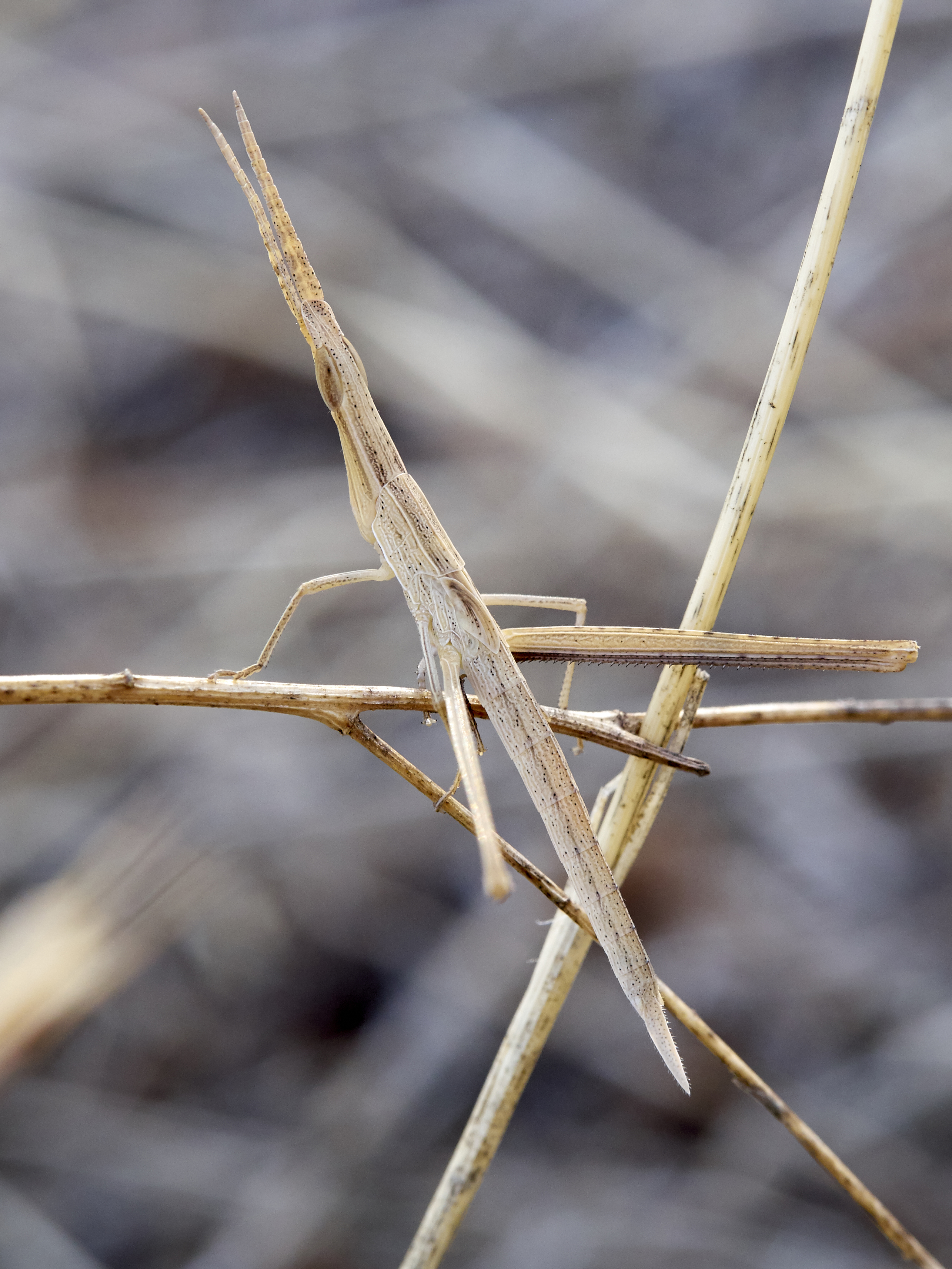
Личинка